# 草本茶

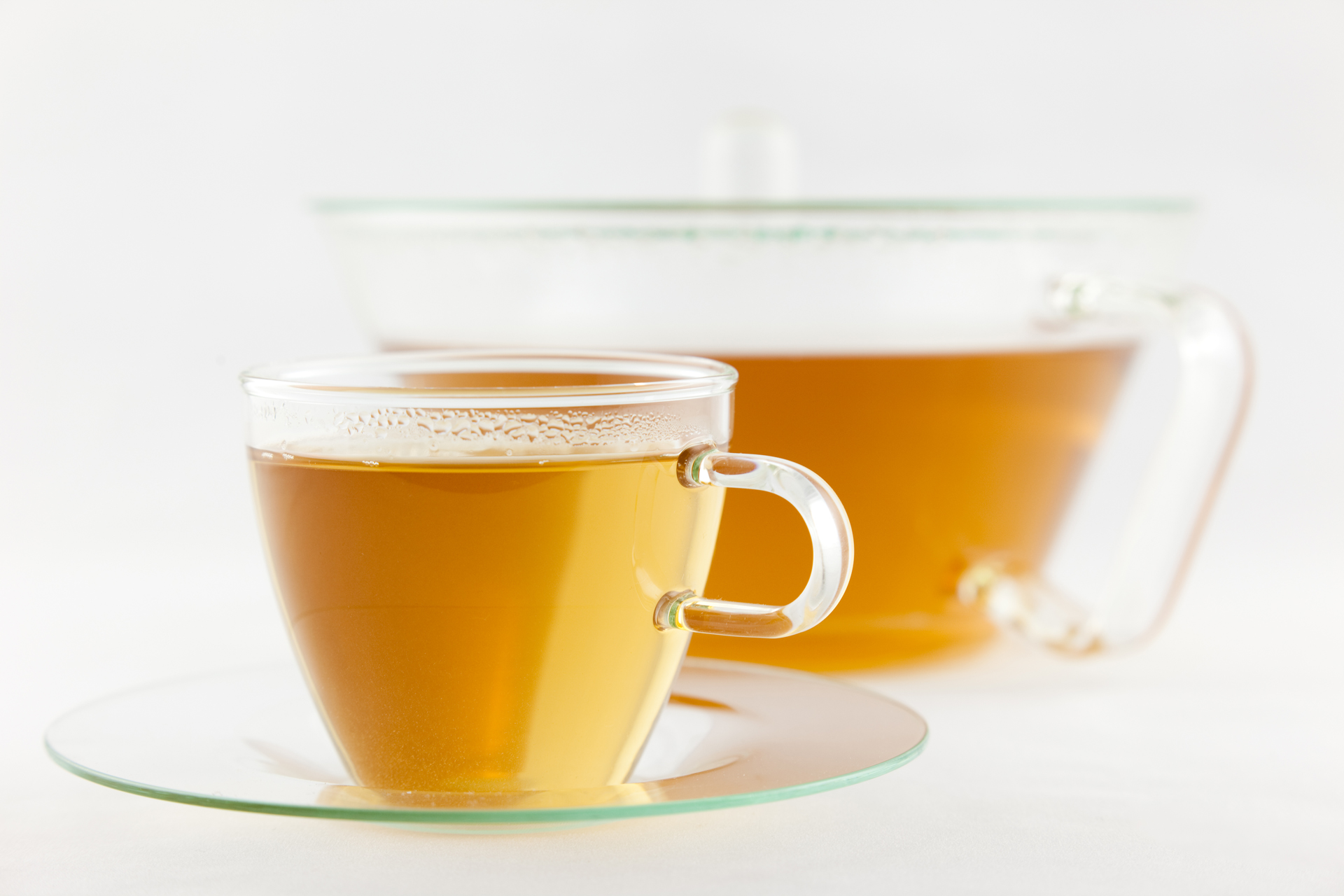
由草本植物制成的草本茶

草本茶（英語：Herbal tea），又名花草茶、藥草茶、青草茶，通常指用茶属以外的植物材料冲泡制作的飲料。草本茶可以用新鲜的或者乾的花、叶子、种子或根用开水冲泡或煮几分钟。种子和根通常需要在炉子上煮几分钟。然后通常是过滤掉渣滓，加糖（如果喜爱）饮用。也有一些药草可以直接用冷水浸泡饮用。草本茶不一定含有咖啡因、茶鹼等刺激性成分。而簡單來說，有茶葉和花香的是花茶，沒有茶葉只有花草的是花草茶。

## 常见的草本茶
- 菊花茶：包括贡菊和杭白菊等
- 金银花茶
- 人参茶：人参或西洋参切片泡水代茶饮
- 黄芪茶
- 薑母茶：薑片冲泡，有暖胃的作用。
- 柠檬草茶
- 玫瑰茄茶
- 金莲花茶
- 大麦茶：炒过的大麦泡茶，有利于消化。
- 缬草茶：有镇静安神的作用。
- 紫苏茶：有降低胆固醇、瘦身的作用。
- 茉莉花茶
- 咖啡叶茶